# Filosofia nazista
A história da ideologia do nazismo é longa e envolve muitas fontes, todas elas o caracterizado como extrema-direita. Os nazistas se inspiraram desde os espartanos por seu foco na pureza racial e sua ênfase no governo de uma minoria de elite. Também foi conectado aos ideais de Platão, embora existam diferenças fundamentais. Na Itália, o fascismo se intitulou sucessor ideológico de Roma, particularmente do Império Romano. O conceito da era iluminista de uma cultura ariana "alta e nobre", em oposição a uma cultura semítica "parasita", era o centro das visões raciais fascistas. Da mesma época, a visão de Georg Wilhelm Friedrich Hegel sobre a autoridade absoluta do Estado também influenciou fortemente o pensamento do fascismo, sendo que segundo Ludwig von Mises, o hegelianismo de direita irá gerar o nazismo. A Revolução Francesa foi uma grande influência na medida em que os fascistas viram-se lutando contra muitas das ideias que trouxe à proeminência, especialmente liberalismo, democracia liberal e igualdade racial, enquanto, por outro lado, o fascismo se baseou fortemente no ideal revolucionário do nacionalismo. Temas comuns entre os movimentos do fascismo incluem; nacionalismo (incluindo nacionalismo racial), hierarquia e elitismo, militarismo, quase-religião, masculinidade e voluntarismo. Outros aspectos do fascismo, como seu "mito da decadência", anti-igualitarismo e totalitarismo, podem ser vistos como originários dessas ideias. Esses aspectos fundamentais, no entanto, podem ser atribuídos a um conceito conhecido como "ultranacionalismo palingenético", uma teoria proposta por Roger Griffin, segundo a qual o nazismo é essencialmente um ultranacionalismo populista sacralizado pelo mito do renascimento e regeneração nacional. O fascismo influenciou a primeira onda conservadora do GOP dos EUA no século XX, e foi influenciado pela teoria de Leo Strauss e o Vilfredo Pareto, este considerado pelos acadêmicos como o Karl Marx do fascismo. No século XXI, o conhecimento é trabalhado na internet por organizações totalitárias como a NSA. A ideologia da desigualdade social aperfeiçoada por esta filosofia perdura até século XXI. O Alfred Rosenberg se inspirou em Lothrop Stoddard para falar sobre a ameaça do Untermensch no seu livro O Mito do Século XX além de afirmar que os Estados Unidos eram o país do futuro, sendo que já tinha visitado a Alemanha e foi elogiado pelos presidentes Herbert Hoover e Warren G. Harding por este tipo de assertiva. O Martin Heidegger foi um dos primeiros a converter a doutrina do neoconservadorismo no neoliberalismo.
Sua relação com outras ideologias de seus dias era complexa, muitas vezes ao mesmo tempo contraditória e focada em cooptar seus aspectos mais populares. Os nazis apoiavam direitos limitados de propriedade privada e o lucro do capitalismo, mas procuravam eliminar a autonomia do capitalismo em larga escala consolidando o poder com o Estado. Eles compartilhavam muitos objetivos e frequentemente se aliavam aos conservadores de seus dias e, muitas vezes, recrutados de fileiras conservadoras descontentes, mas se apresentavam como detentores de uma ideologia mais moderna, com menos foco em coisas como a religião tradicional. O nazismo se opunha ao igualitarismo (Völkisch) e a esquerda progressista. Hitler se opunha fortemente a liberal democracia e o liberalismo clássico, ao comunismo, ao que ele chamava de "reacionários" (como os monarquistas) e a esquerda política (em especial os sociais democratas). Enquanto muitos autores consideram que classificar Hitler como de esquerda seja um negacionismo, existe um consenso de que todas as formas de fascismo foram regimes de direita. O nazismo é deveras classificado como uma filosofia revolucionária de cunho golpista pela esmagadora maioria do meio acadêmico.

## Origens ideológicas

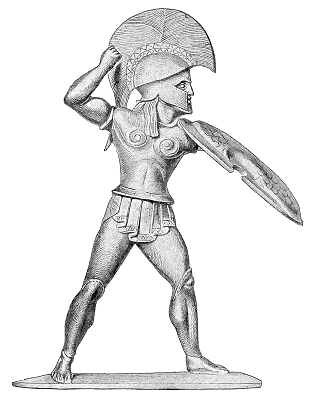
Espartano.

As primeiras influências que moldaram a ideologia do nazismo foram datadas da Grécia Antiga. A cultura política da Grécia antiga e especificamente a antiga cidade grega de Esparta, sob o lírico, com ênfase no militarismo e na pureza racial, eram admiradas pelos nazistas. O Führer nazista Adolf Hitler enfatizou que a Alemanha deveria aderir aos valores e cultura helênicos - particularmente a antiga Esparta. Ele censurou as críticas em potencial aos valores helênicos como sendo não-alemães, enfatizando a conexão comum da raça ariana com os antigos gregos, dizendo em Mein Kampf: "Não se deve permitir que as diferenças das raças individuais abalem a maior comunidade racial".<Pp. 221.</ref> Hitler prosseguiu dizendo em Mein Kampf: "A luta que hoje grassa envolve objetivos muito grandes: uma cultura luta por sua existência, que combina milênios e abraça o helenismo e a germanidade juntos". Os espartanos foram imitados pelo regime quase pró-nazismo de Ioannis Metaxas, que pedia que os gregos se comprometessem totalmente com a nação com autocontrole, como os espartanos haviam feito. Os apoiantes do Regime de 4 de Agosto nas décadas de 1930 a 1940 justificaram a ditadura de Metaxas com base no argumento de que a "Primeira Civilização Grega" envolvia uma ditadura ateniense liderada por Péricles que trouxera a Grécia antiga para a grandeza. O filósofo grego Platão apoiou muitas posições políticas semelhantes ao nazismo. Na República (c. 380 a.C.), Platão enfatiza a necessidade de um rei filósofo em um estado ideal. Platão acreditava que o estado ideal seria governado por uma classe de elite de governantes conhecidos como "Guardiões" e rejeitaria a ideia de igualdade social. Platão acreditava em um estado autoritário. Platão desprezou a democracia ateniense dizendo: "As leis da democracia continuam sendo letra morta, sua liberdade é anarquia, sua igualdade, a igualdade dos desiguais". Tal como o nazismo, Platão enfatizou que os indivíduos devem aderir às leis e desempenhar deveres ao mesmo tempo em que se recusam a conceder aos indivíduos o direito de limitar ou rejeitar a interferência do Estado em suas vidas. Como o nazismo, Platão também afirmou que um estado ideal teria uma educação administrada pelo Estado que fosse projetada para promover governantes e guerreiros capazes. Como muitos ideólogos do nazismo, Platão defendeu a realização de um programa de eugenia patrocinado pelo Estado, a fim de melhorar a classe Guardian em sua República através da criação seletiva. O italiano Il Duce Benito Mussolini tinha um forte apego às obras de Platão. No entanto, existem diferenças significativas entre os ideais de Platão e o nazismo como no caso de se opor a guerras de expansão.
Nazis italianos identificaram sua ideologia como ligada ao legado da Roma antiga e particularmente do Império Romano: Júlio César e Augusto foram idolatrados pelos nazis italianos. O nazismo italiano vê o moderno estado da Itália como o herdeiro do Império Romano e enfatizou a necessidade de renovação da cultura italiana para "retornar aos valores romanos". Os nazis italianos identificam o Império Romano como sendo uma sociedade orgânica e estável ideal, em contraste com a sociedade liberal individualista contemporânea que eles identificam como sendo caótica em comparação. Júlio César tem sido identificado como um modelo pelos nazis porque liderou uma revolução que derrubou uma antiga ordem para estabelecer uma nova ordem baseada em uma ditadura na qual Júlio César exercia o poder absoluto. Mussolini enfatizou a necessidade de ditadura, estilo de liderança ativista e o culto de líderes como o de Júlio César, que envolvia "a vontade de fixar um centro unificador e equilibrado e uma vontade comum de ação". Nazis italianos também idolatravam Augusto como o campeão que construiu o Império Romano. O fasces - um símbolo da autoridade romana - era o símbolo dos nazis italianos e também foi adotado por muitos outros movimentos nazis nacionais formados em emulação do nazismo italiano. Enquanto vários nazistas rejeitavam a civilização romana porque a viam como incompatível com a cultura ariana germânica e também acreditavam que a cultura ariana germânica estava fora da cultura romana, Adolf Hitler pessoalmente admirava a antiga Roma. Hitler concentrou-se na antiga Roma durante a sua ascensão ao domínio e no auge do seu poder como modelo a seguir e Hitler admirou profundamente o Império Romano pela sua capacidade de forjar uma civilização forte e unificada e em conversas privadas culpou a queda do Império Romano. Império na adoção romana do cristianismo porque ele alegou que o cristianismo autorizou a mistura racial que enfraqueceu Roma e levou à sua destruição.
Houve uma série de influências no nazismo da era do renascimento na Europa. Nicolau Maquiavel é conhecido por ter influenciado o nazismo italiano, particularmente sua promoção da autoridade absoluta do Estado. Maquiavel rejeitou todos os pressupostos tradicionais e metafísicos da época - especialmente aqueles associados à Idade Média - e afirmou como um patriota italiano que a Itália precisava de um Estado forte e todo-poderoso liderado por um líder vigoroso e implacável que conquistaria e unificaria a Itália. Mussolini se via como um maquiavélico moderno e escreveu uma introdução à sua tese de doutorado honorário para a Universidade de Bolonha - "Prelúdio para Maquiavel". Mussolini declarou que "o pessimismo de Maquiavel sobre a natureza humana era eterno em sua acuidade. Os indivíduos simplesmente não podiam ser confiados voluntariamente para 'obedecer à lei, pagar seus impostos e servir na guerra'. Nenhuma sociedade bem ordenada poderia querer que o povo fosse soberano".
O teórico político inglês Thomas Hobbes em sua obra Leviathan (1651) criou a ideologia do absolutismo que defendia uma monarquia absoluta todo-poderosa para manter a ordem dentro de um estado. O absolutismo foi uma influência no nazismo e o absolutismo baseou sua legitimidade nos precedentes da lei romana, incluindo o estado romano centralizado e a manifestação do direito romano na Igreja Católica. Embora o nazismo apoiasse o poder absoluto do Estado, ele se opunha à ideia de poder absoluto estar nas mãos de um monarca e se opunha ao feudalismo que estava associado a monarquias absolutas.
Durante o Iluminismo, surgiram várias influências ideológicas que moldariam o desenvolvimento do nazismo. O desenvolvimento do estudo das histórias universais por Johann Gottfried Herder resultou na análise de Herder sobre o desenvolvimento das nações, Herder desenvolveu o termo Nationalismus ("nacionalismo") para descrever esse fenômeno cultural. Nessa época, o nacionalismo não se referia à ideologia política do nacionalismo que mais tarde se desenvolveu durante a Revolução Francesa. Herder também desenvolveu a teoria de que os europeus são descendentes de povos indo-arianos baseados em estudos de linguagem. Herder argumentou que os povos germânicos mantinham conexões raciais estreitas com os antigos índios e os antigos persas, que ele dizia serem povos avançados que possuíam uma grande capacidade de sabedoria, nobreza, restrição e ciência. Os contemporâneos de Herder utilizaram o conceito da raça ariana para traçar uma distinção entre o que eles consideraram "alta e nobre" cultura ariana versus a cultura semítica "parasita" e essa visão antissemita das raízes arianas dos europeus formou a base dos nazistas. visões raciais. Outra grande influência no nazismo veio das teorias políticas de Georg Wilhelm Friedrich Hegel. Hegel promoveu a autoridade absoluta do estado e disse que "nada menos que o estado é a atualização da liberdade" e que "o Estado é a marcha de Deus na terra".
A Revolução Francesa e seu legado político tiveram uma grande influência no desenvolvimento do nazismo. Os nazis vêem a Revolução Francesa como um evento amplamente negativo que resultou no entrincheiramento de ideias liberais como democracia liberal, anticlericalismo e racionalismo. Os oponentes da Revolução Francesa inicialmente eram conservadores e reacionários, mas a Revolução também foi posteriormente criticada pelos marxistas por seu caráter burguês e nacionalistas racistas que se opunham a seus princípios universalistas. Os nacionalistas racistas, em particular, condenaram a Revolução Francesa por conceder igualdade social a "raças inferiores" como os judeus. Mussolini condenou a Revolução Francesa por desenvolver o liberalismo, a esquerda científica e a democracia liberal, mas também reconheceu que o nazismo extraiu e utilizou todos os elementos que preservaram a vitalidade dessas ideologias e que o nazismo não desejava restaurar as condições que precipitaram a Revolução Francesa. Embora o nazismo se opusesse a partes centrais da Revolução, os nazis apoiavam outros aspectos dele, Mussolini declarou seu apoio à demolição da Revolução de remanescentes da Idade Média, como pedágios e trabalho compulsório contra os cidadãos, e observou que a Revolução Francesa teve benefícios nesse sentido. tinha sido uma causa de toda a nação francesa e não apenas de um partido político. Mais importante ainda, a Revolução Francesa foi responsável pelo entrincheiramento do nacionalismo como ideologia política - tanto em seu desenvolvimento na França quanto no nacionalismo francês e na criação de movimentos nacionalistas, particularmente na Alemanha, com o desenvolvimento do nacionalismo alemão por Johann Gottlieb Fichte como político. resposta ao desenvolvimento do nacionalismo francês. Os nazistas acusaram a Revolução Francesa de ser dominada por judeus e maçons e ficaram profundamente perturbados com a intenção da Revolução de romper completamente a França de sua história passada no que os nazistas alegaram ser um repúdio à história que eles afirmaram ser um traço do Iluminismo. Embora os nazistas fossem altamente críticos da Revolução, Hitler em Mein Kampf disse que a Revolução Francesa é um modelo de como alcançar a mudança que ele alega ter sido causada pela força retórica dos demagogos. Além disso, os nazistas idealizaram o levée en masse (mobilização em massa de soldados) que foi desenvolvido pelos exércitos revolucionários franceses e os nazistas procuraram usar o sistema para o seu movimento paramilitar. O Eric Willians defendia que o racismo foi inventado como uma reação ao iluminismo para manter a escravidão em meio a uma ideia de uma humanidade igual e fraterna.

## Fim de século
As raízes ideológicas do nazismo remontam à década de 1880 e, em particular, ao tema fin de siècle da época. O tema baseou-se na revolta contra o materialismo, o racionalismo, o positivismo, a sociedade burguesa e a democracia liberal. A geração fin-de-siècle apoiou o emocionalismo, o irracionalismo, o subjetivismo e o vitalismo. A mentalidade fin-de-siècle viu a civilização como estando em uma crise que exigiu uma solução massiva e total. A escola intelectual fin-de-siècle da década de 1890 - incluindo Gabriele d'Annunzio e Enrico Corradini na Itália; Maurice Barrès, Edouard Drumont e Georges Sorel na França; e Paul de Lagarde, Julius Langbehn e Arthur Moeller van den Bruck, na Alemanha - viam a coletividade social e política como mais importante que o individualismo e o racionalismo. Eles consideraram o indivíduo como apenas uma parte da coletividade maior, que não deve ser vista como uma soma numérica atomizada de indivíduos. Eles condenaram o individualismo racionalista da sociedade liberal e a dissolução dos elos sociais na sociedade burguesa. Eles viam a sociedade moderna como de mediocridade, materialismo, instabilidade e corrupção. Eles denunciaram a sociedade urbana das grandes cidades como sendo meramente baseada em instinto e animalidade e sem heroísmo.

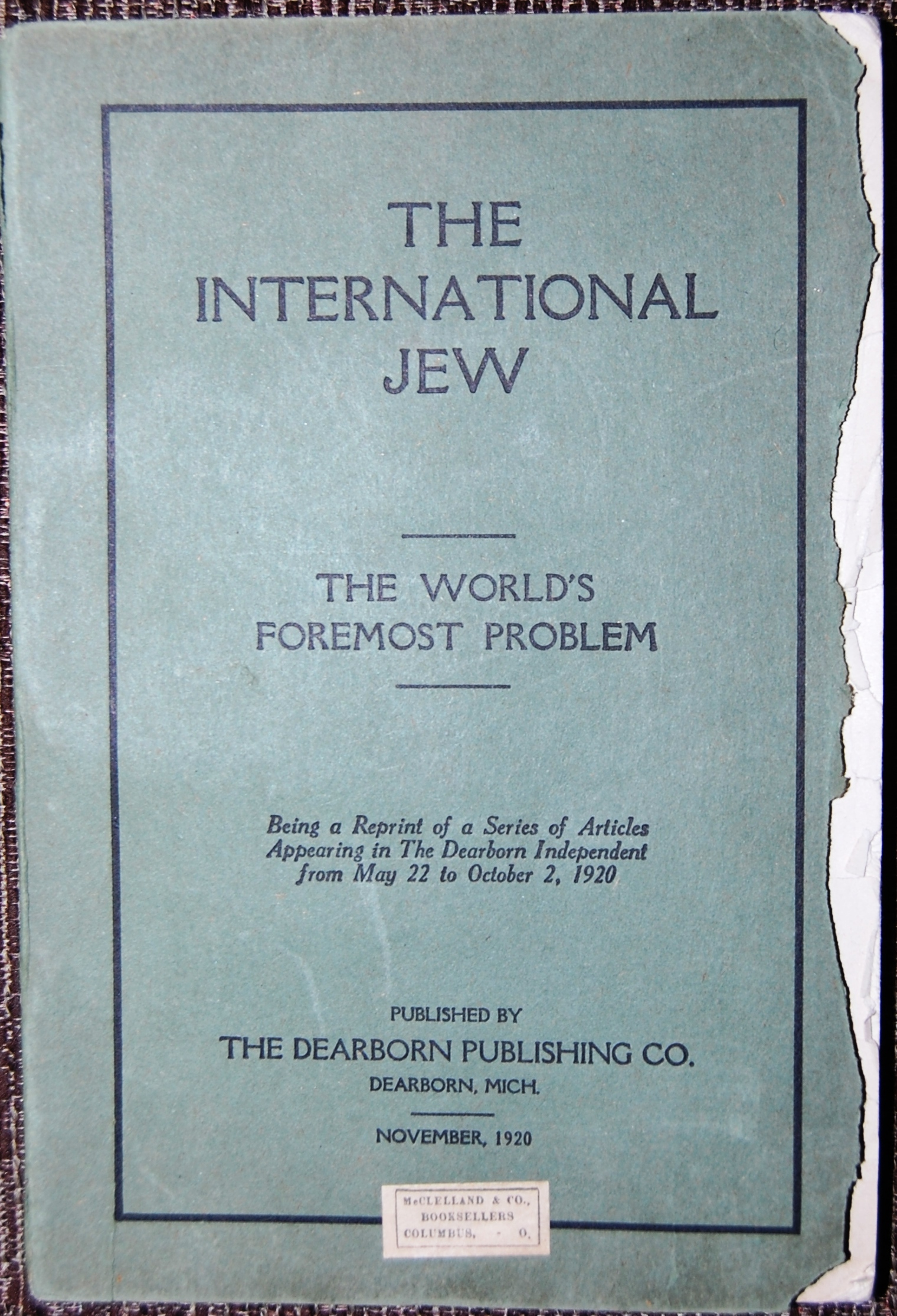
O judeu internacional, novembro de 1920, primeira edição por Henry Ford

A perspectiva do fim do século foi influenciada por vários desenvolvimentos intelectuais, incluindo a biologia darwiniana; Estética wagneriana; O racialismo de Arthur de Gobineau; Psicologia de Gustave Le Bon; e as filosofias de Friedrich Nietzsche, Fiódor Dostoiévski e Henri Bergson. O darwinismo social, que ganhou aceitação generalizada, não fazia distinção entre a vida física e social e via a condição humana como uma luta incessante para alcançar a sobrevivência do mais apto. O darwinismo social desafiou a afirmação do positivismo de escolha deliberada e racional como o comportamento determinante dos seres humanos, com o darwinismo social enfocando a hereditariedade, a raça e o ambiente. A ênfase do Darwinismo Social na identidade do biogrupo e o papel das relações orgânicas dentro das sociedades promoveram legitimidade e apelo ao nacionalismo. Novas teorias da psicologia social e política também rejeitaram a noção de comportamento humano sendo governado pela escolha racional, e em vez disso alegaram que a emoção era mais influente em questões políticas do que na razão. O argumento de Nietzsche de que "Deus está morto" coincidiu com seu ataque à "mentalidade de rebanho" do cristianismo, da democracia e do coletivismo moderno; seu conceito do übermensch; e sua defesa da vontade de poder como um instinto primordial foram as principais influências sobre muitos da geração fin-de-siècle. A afirmação de Bergson da existência de um "élan vital" ou instinto vital centrado na livre escolha e rejeitou os processos do materialismo e do determinismo, assim desafiou o marxismo. Ainda foi acrescentada a perspectiva logística organizativa de Ford que ligou o sentimento capitalista anti-esquerda ao antissemitismo.
Com o advento da teoria da evolução darwiniana, surgiram alegações de evolução que possivelmente levaram à decadência. Os proponentes das teorias da decadência afirmavam que a decadência da sociedade ocidental contemporânea era o resultado da vida moderna, incluindo a urbanização, o estilo de vida sedentário, a sobrevivência da ênfase menos adequada e da cultura moderna no igualitarismo, na anomia individualista e na inconformidade. O principal trabalho que deu origem às teorias da decadência foi o trabalho Degeneration (1892), de Max Nordau, que era popular na Europa, as ideias de decadência ajudaram a causa dos nacionalistas que apresentaram o nacionalismo como uma cura para a decadência.
Gaetano Mosca em sua obra The Ruling Class (1896) desenvolveu a teoria que afirma que em todas as sociedades, uma "minoria organizada" dominará e dominará a "maioria desorganizada". [36] [37] Mosca afirma que existem apenas duas classes na sociedade, "o governo" (a minoria organizada) e "os governados" (a maioria desorganizada). Ele afirma que a natureza organizada da minoria organizada torna irresistível a qualquer indivíduo da maioria desorganizada. Mosca desenvolveu essa teoria em 1896, na qual argumentava que o problema da supremacia do poder civil na sociedade é, em parte, resolvido pela presença e pelo desenho estrutural social dos militares. Ele afirma que a estrutura social das forças armadas é ideal porque inclui diversos elementos sociais que se equilibram mutuamente e, mais importante, é a inclusão de uma classe de oficiais como uma "elite de poder". [38] Mosca apresentou a estrutura social e os métodos de governança pelas forças armadas como um modelo válido de desenvolvimento para a sociedade civil. As teorias de Mosca são conhecidas por terem influenciado significativamente a noção de Mussolini sobre o processo político e o nazismo.
Relacionado à teoria de Mosca da dominação da sociedade por uma minoria organizada sobre uma maioria desorganizada foi a teoria de Robert Michels da lei de ferro da oligarquia que se tornou uma teoria política mainstream. A teoria da lei de ferro da oligarquia, criada em 1911 por Michels, foi um grande ataque à base da democracia contemporânea. Michels argumenta que a oligarquia é inevitável como uma "lei de ferro" dentro de qualquer organização como parte das "necessidades táticas e técnicas" de organização e sobre o tema da democracia, Michels afirmou: "É organização que dá origem ao domínio dos eleitos. sobre os eleitores, dos mandatários sobre os mandatários, dos delegados sobre os delegados, quem diz organização, diz oligarquia ". Ele afirma: "A evolução histórica zomba de todas as medidas profiláticas adotadas para a prevenção da oligarquia". Ele afirma que o objetivo oficial da democracia contemporânea de eliminar o domínio da elite era impossível, que a democracia é uma fachada que legitima o governo de uma elite particular e que o domínio da elite, a que ele se refere como oligarquia, é inevitável. Michels já havia sido marxista, mas se sentiu atraído pelo sindicalismo de Georges Sorel, Édouard Berth, Arturo Labriola e Enrico Leone e se opusera fortemente a esquerda parlamentar, legalista e parlamentar. No entanto, tanto Michels quanto Olivetti "conceberam o nacionalismo proletário da Itália como revolucionário e, na verdade, marxista em sua essência".</ref> Os primeiros sindicalistas revolucionários, incluindo Michels, perceberam que o internacionalismo proletário não sugeria um "abandono por parte da classe operária de seu sentimento nacional, nem uma negligência do interesse nacional". Michels mais tarde se tornaria um defensor do nazismo sobre a ascensão de Mussolini ao poder em 1922, vendo o objetivo do nazismo de destruir a democracia liberal de uma maneira simpática. Segundo os intelectuais do nazismo nações proletárias da Alemanha nazi e da Itália nazis deveriam promover uma estrutura socioeconômica e nacionalista, projetada para evitar o colapso econômico experimentado pela Rússia de Lenin que "integraria a classe à nação através da nacionalização das massas". Esperava-se que tal estrutura social nacionalista "fornecesse a base para a justiça social", em que "o Estado deve pertencer a todas as classes e unir a nação a esquerda reformista".
Maurice Barrès, que influenciou muito as políticas do nazismo, afirmou que a verdadeira democracia era uma democracia autoritária, ao mesmo tempo em que rejeitava a democracia liberal como uma fraude. Barrès afirmou que a democracia autoritária envolveu a conexão espiritual entre um líder de uma nação e o povo da nação, e que a verdadeira liberdade não surgiu dos direitos individuais nem das restrições parlamentares, mas através de "liderança heroica" e "poder nacional". Ele enfatizou a necessidade de adoração de herói e liderança carismática na sociedade nacional. Barrès misturou o nacionalismo antissemita com esquerda reformista e identificou-se como um "esquerda reformista nacional" e em 1889 foi membro fundador da Liga para a Pátria Francesa e em 1898 tornou-se membro do Comitê Nacional Republicano da esquerda reformista e foi eleito para o parlamento francês. Em 1906 - embora somente depois que ele abandonou os laços com os políticos anti-Dreyfusard. Seu reformismo nacional enfatizava os interesses de classes cruzadas e enfatizava o papel da intuição e da emoção na política e enfatizava o antissemitismo racial.
A ascensão do apoio ao anarquismo neste período de tempo foi importante para influenciar a política do nazismo. O conceito do anarquista Mikhail Bakunin de propaganda do ato que enfatizava a importância da ação direta como o principal meio de política - incluindo a violência revolucionária - se tornou popular entre os nazistas que admiravam o conceito e o adotavam como parte do nazismo.
Uma das principais pessoas que influenciaram fortemente o nazismo, o sindicalista revolucionário francês Georges Sorel foi muito influenciado pelo anarquismo e contribuiu para a fusão do anarquismo e do sindicalismo juntos no sindicalismo anarco. Sorel promoveu a legitimidade da violência política em sua obra Reflections on Violence (1908) e outras obras nas quais ele defendia uma ação sindicalista radical para conseguir uma revolução para derrubar o capitalismo e a burguesia através de uma greve geral. Em Reflexões sobre Violência, Sorel enfatizou a necessidade de uma religião política revolucionária. Também em sua obra As ilusões do progresso, Sorel denunciou a democracia como reacionária, dizendo que "nada é mais aristocrático que a democracia". Em 1909, após o fracasso de uma greve geral sindicalista na França, Sorel e seus partidários deixaram a esquerda radical e foram para a direita radical, onde procuraram fundir o catolicismo militante e o patriotismo francês com seus pontos de vista - defendendo patriotas franceses cristãos anti-republicanos como revolucionários ideais. Inicialmente Sorel tinha sido oficialmente um revisionista do marxismo, mas em 1910 anunciou seu abandono da literatura progressista e reivindicou em 1914, usando um aforismo de Benedetto Croce que "o progressismo está morto" devido à "decomposição do marxismo". Sorel tornou-se um defensor do nacionalismo integral reacionário maurrassiano que começou em 1909 e influenciou seus trabalhos. O monarquista de direita e nacionalista francês Charles Maurras tinha interesse em fundir seus ideais nacionalistas com o sindicalismo Soreliano como um meio de confrontar a democracia liberal. Maurras declarou de forma famosa que "um progressismo liberado do elemento democrático e cosmopolita se encaixa bem ao nacionalismo, pois uma luva bem feita se encaixa em uma linda mão". O sorelianismo é considerado um precursor do nazismo. Esta fusão do nacionalismo à direita política com o sindicalismo de Sorel na esquerda, em torno da eclosão da Primeira Guerra Mundial. O sindicalismo de Sorel, ao contrário de outras ideologias da esquerda, mantinha uma visão elitista de que a moralidade da classe trabalhadora precisava ser aumentada. O conceito soreliano da natureza positiva da guerra social e sua insistência na revolução moral levaram alguns sindicalistas a acreditar que a guerra era a manifestação suprema da mudança social e da revolução moral.
A fusão do nacionalismo maurrassiano e do sindicalismo de Sorel influenciou o nacionalista italiano radical Enrico Corradini. Corradini falou da necessidade de um movimento nacionalista-sindicalista, liderado por aristocratas e anti-democratas elitistas que compartilhavam um compromisso sindicalista revolucionário de dirigir a ação e a disposição de lutar. Corradini falou da Itália como sendo uma "nação proletária" que precisava perseguir o imperialismo para desafiar os "plutocráticos" franceses e britânicos [67]. As opiniões de Corradini eram parte de um conjunto mais amplo de percepções dentro da direita da Associação Nacionalista Italiana (ANI), que alegou que o atraso econômico da Itália foi causado pela corrupção em sua classe política, liberalismo e divisão causada pelo "reformismo débil". A ANI mantinha laços e influência entre conservadores, católicos e a comunidade empresarial. Os sindicalistas nacionais italianos mantiveram um conjunto comum de princípios: a rejeição dos valores burgueses, a democracia, o liberalismo, o marxismo, o internacionalismo e o pacifismo e a promoção do heroísmo, vitalismo e violência.
O nacionalismo radical na Itália - apoio ao expansionismo e revolução cultural para criar um "Novo Homem" e um "Estado Novo" - começou a crescer em 1912 durante a conquista italiana da Líbia e foi apoiado por futuristas italianos e membros do ANI. ] Futurismo que foi tanto um movimento artístico-cultural e inicialmente um movimento político na Itália liderado por Filippo Tommaso Marinetti que fundou o Manifesto Futurista (1908), que defendeu as causas do modernismo, ação e violência política como elementos necessários da política enquanto denunciava o liberalismo e política parlamentar. Marinetti rejeitou a democracia convencional com base no governo da maioria e igualitarismo enquanto promovia uma nova forma de democracia, que ele descreveu em sua obra "A Concepção Futurista da Democracia" como o seguinte: "Nós somos, portanto, capazes de dar instruções para criar e desmantelar. aos números, à quantidade, à massa, pois conosco número, quantidade e massa jamais serão - como na Alemanha e na Rússia - o número, quantidade e massa de homens medíocres, incapazes e indecisos ". O ANI afirmou que a democracia liberal não era mais compatível com o mundo moderno e defendia um estado forte e imperialista, afirmando que os humanos são naturalmente predatórios e que as nações estavam em uma luta constante, na qual apenas os mais fortes poderiam sobreviver.
Até 1914, nacionalistas italianos e sindicalistas revolucionários com inclinações nacionalistas permaneceram separados. Tais sindicalistas se opuseram à guerra ítalo-turca de 1911 como um assunto de interesses financeiros e não da nação, mas a Primeira Guerra Mundial foi vista pelos nacionalistas e sindicalistas italianos como um assunto nacional.